# カタールグランプリ (4輪)
カタールグランプリ（カタールGP, 英: Qatar Grand Prix） は、2021年11月21日にカタールのルサイル・インターナショナル・サーキットで初開催されたフォーミュラ1（F1）世界選手権レース。

## 概要
2021年7月にオーストラリアグランプリの中止発表後、8月末に発表された修正版カレンダーの第20戦が空白となっており、その候補にカタールやバーレーンなどが挙がっていた。その後、9月30日にF1は第20戦をカタールで行うことを正式に発表し、2022年はカタールでFIFAワールドカップが開催されるためF1カレンダーに入れず、2023年から10年間の開催の契約を結んだことも発表した。
初開催となった2021年はトワイライトレースとして、2023年以降はナイトレースとして開催されている。

## 特筆すべきレース
- 2023年 - 決勝前日にスプリントレースが行われ、ドライバーズランキング首位のマックス・フェルスタッペン（レッドブル）が2位、唯一タイトルの可能性が残っていたチームメイトのセルジオ・ペレスがリタイアで無得点に終わったため、フェルスタッペンの3年連続ドライバーズチャンピオンが決定した。オスカー・ピアストリ（マクラーレン）がポール・トゥ・ウィンで初めてスプリントを制した[6]。初日のセッション終了後にタイヤサプライヤーのピレリが調査した結果、決勝で突如パンクが発生する可能性があることが判明し[7]、決勝は各タイヤの使用上限周回数が18周に制限されることになった[8]。タイヤの周回数が制限されたレースはF1世界選手権史上初の事例となった[9]。また、決勝は夜間に行われたが猛暑に見舞われ、リタイアしたローガン・サージェント（ウィリアムズ）をはじめ、多くのドライバーが脱水症状に悩まされた[10]。

## 過去のレース結果
| 年     | 決勝日     | ラウンド   | サーキット | 勝者                       | コンストラクター        | 結果       |
| ------ | ---------- | ---------- | ---------- | -------------------------- | ----------------------- | ---------- |
| 2021   | 11月21日   | 20         | ルサイル   | ルイス・ハミルトン         | メルセデス              | 詳細       |
| 2022   | 開催されず | 開催されず | 開催されず | 開催されず                 | 開催されず              | 開催されず |
| 2023   | 10月08日   | 18         | ルサイル   | マックス・フェルスタッペン | レッドブル-ホンダ・RBPT | 詳細       |
| 2024   | 12月01日   | 23         | ルサイル   | マックス・フェルスタッペン | レッドブル-ホンダ・RBPT | 詳細       |
| 出典： |            |            |            |                            |                         |            |

## 優勝回数

### ドライバー
| 回数   | ドライバー                 | 優勝年     |
| ------ | -------------------------- | ---------- |
| 2      | マックス・フェルスタッペン | 2023, 2024 |
| 1      | ルイス・ハミルトン         | 2021       |
| 出典： |                            |            |

- 太字は2025年のF1世界選手権に参戦中のドライバー。

### コンストラクター
| 回数   | コンストラクター | 優勝年     |
| ------ | ---------------- | ---------- |
| 2      | レッドブル       | 2023, 2024 |
| 1      | メルセデス       | 2021       |
| 出典： |                  |            |

- 太字は2025年のF1世界選手権に参戦中のコンストラクター。

### エンジン
| 回数   | メーカー     | 優勝年     |
| ------ | ------------ | ---------- |
| 2      | ホンダ・RBPT | 2023, 2024 |
| 1      | メルセデス   | 2021       |
| 出典： |              |            |

- 太字は2025年のF1世界選手権に参戦中のメーカー。

1. ↑  ホンダ・レーシング(HRC)が製造。